# Dolly Pentreath

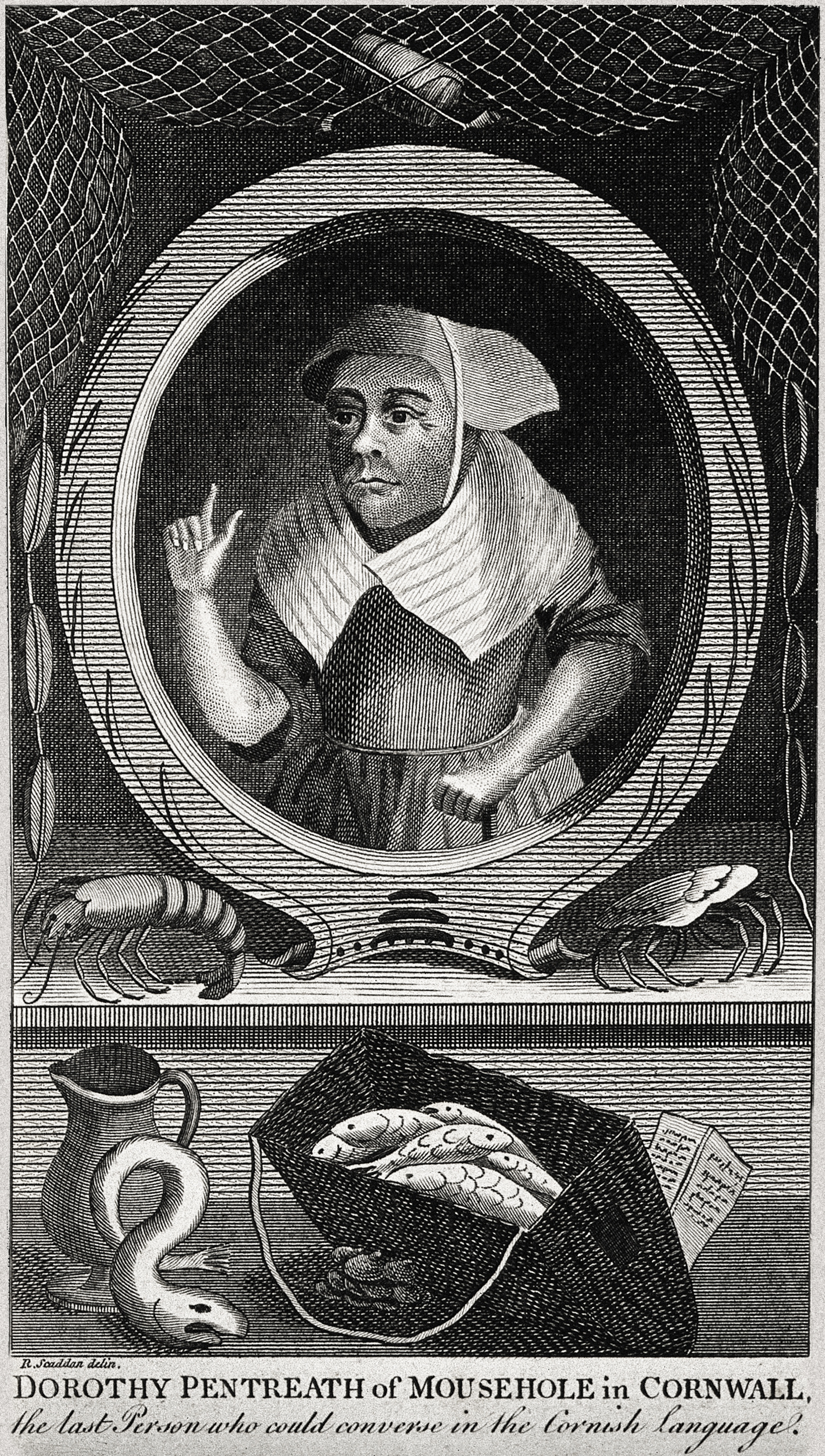
Dolly Pentreath

Dolly Pentreath, döpt 16 maj 1692 i Cornwall, död 26 december 1777 i Cornwall, är enligt en långlivad tradition den sista kända person som talade korniska före dess återupplivande.
Hennes död har blivit något mytomspunnen bland korniska språkaktivister och enligt en myt ska hennes sista ord ha varit My ny vynnav kewsel Sowsnek! (Jag vill inte tala engelska!).
Pentreath begravdes på kyrkogården i Paul och där uppfördes 1860 ett minnesmärke över henne.